# Qiongkule Xiang
Qiongkule Xiang (kinesiska: 琼库勒乡, 琼库勒) är en socken i Kina. Den ligger i den autonoma regionen Xinjiang, i den nordvästra delen av landet, omkring 660 kilometer söder om regionhuvudstaden Ürümqi. Antalet invånare är 5 455. Befolkningen består av 2 709 kvinnor och 2 746 män. Barn under 15 år utgör 18,0 %, vuxna 15-64 år 76 %, och äldre över 65 år 4,0 %.
Genomsnittlig årsnederbörd är 47 millimeter. Den regnigaste månaden är juni, med i genomsnitt 12 mm nederbörd, och den torraste är oktober, med 1 mm nederbörd.